# Рот Фронт (вітання)

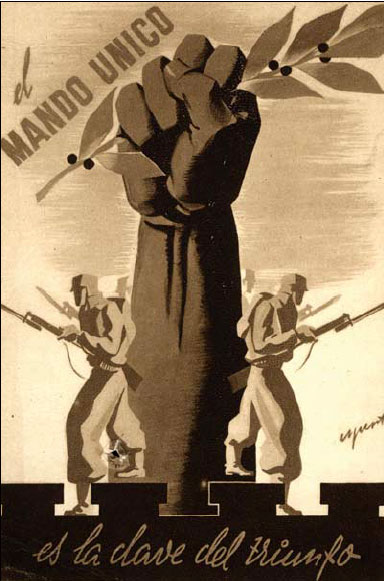
Жест на плакаті Ради оборони Мадрида, 1937

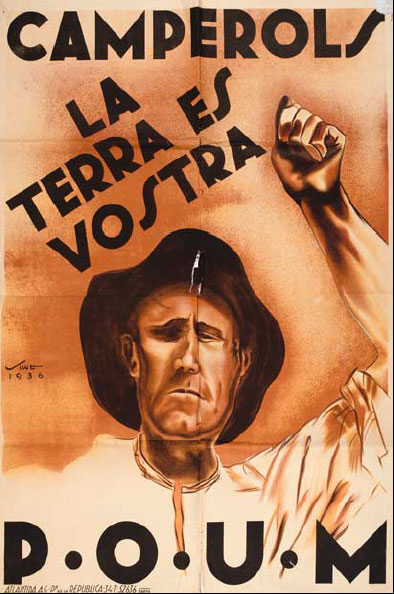
Жест на плакаті партії ПОУМ, 1936 (ліва рука)

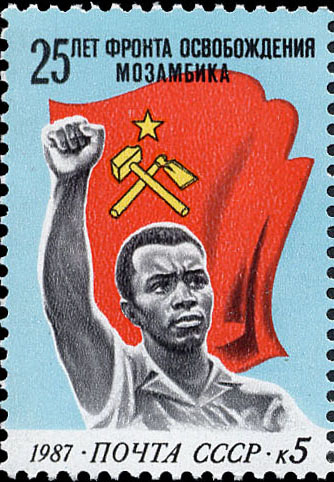
Жест партії ФРЕЛІМО, Мозамбік, зображений на радянській марці на честь 25-річчя заснування партії

Рот Фронт (нім. Rotfront від Rote Front - червоний фронт) - міжнародне вітання; жест: піднята в напівзгині (або майже розпрямлена) рука (зазвичай права) з повернутим від себе стиснутим кулаком.

## Історія
Застосовувався Німеччини з кінця ХІХ століття як робоче вітання.
Після Першої світової війни жест символізував приналежність чи солідарність із німецьким «Рот Фронтом», створеним на початку 1920-х. Його члени вітали один одного, різко викидаючи праву руку зі стиснутим кулаком догори. Значок організації був стислим кулаком.

У Німеччині, з приходом у 1933 Гітлера до влади, вітанням користуватися стало вкрай небезпечно. Лідер німецьких комуністів Ернст Тельман писав:
У січні 1934 чотири гестапівські чиновники в автомобілі доставили мене з Моабіта в центральне гестапо (Берлін, Принц-Альбрехтштрассе). Прямо з машини мене провели до кімнати, що була на четвертому поверсі. Там мене зустріли вісім гестапівських чиновників середнього та вищого рангу, які знущально підняли кулаки на кшталт привітання «Рот Фронт!».
Найширшу популярність вітання здобуло у всьому світі як символ боротьби з фашизмом у 1930-х, особливо під час громадянської війни в Іспанії. Жест символізував єдність пролетаріату всіх країн та готовність до кінця боротися за перемогу Інтернаціоналу.
Привітання було також дуже поширене в СРСР серед комсомольців, комуністів та молоді взагалі з кінця 1920-х до закінчення громадянської війни в Іспанії (1939); також застосовувався під час війни (зокрема, так вітали вступ Червоної Армії болгари у вересні 1944 та в'язні нацистських концтаборів).
Після війни жест став неформальним символом багатьох організацій в'язнів німецьких концтаборів. У Народній Соціалістичній Республіці Албанії він застосовувався не лише як партійне вітання, але також був обов'язковим у збройних силах НСРА та піонерської організації.
В даний час жест набув популярності серед ліворадикалів.
Графічний символ стисненого кулака, що вже використовувався в 1917 американською революційно-синдикалістською профспілкою «Індустріальні робітники світу», був популяризований після Другої світової війни мексиканською Майстернею народної графіки і узятий на озброєння багатьма політичними рухами — спочатку переважно посттроцькістської Міжнародної соціалістичної тенденції і був надмірно поширений у візуальній агітації «нових лівих» 1960-х — включаючи протести «Червоного травня» у Франції або «Студентський координаційний комітет ненасильницьких дій», «Студентів за демократичне суспільство» та афроамериканських прихильників. Але потім поширився і серед інших течій.
Широку популярність отримав випадок на літніх Олімпійських іграх 1968 в Мехіко, коли призери - афроамериканські легкоатлети Томмі Сміт і Джон Карлос - під час церемонії нагородження та виконання гімну США підняли стислі кулаки на знак протесту проти расизму в США.